# Марино II Караччоло
Марино II Караччоло (итал. Marino II Caracciolo; 9 июня 1587, Атрипальда — 4 ноября 1630, Неаполь), 3-й князь ди Авеллино, 4-й герцог ди Атрипальда — государственный деятель Неаполитанского королевства.

## Биография
Сын Камилло Караччоло, 2-го князя Авеллино, и Роберты Карафа.
Владел Авеллино, Атрипальдой, Тореллой, Сансеверино, Ланкуси, Беллой, Санта-Софией, Палтано, Галдоне, Бараджано и Парете. Неаполитанский патриций, 1-й маркиз Сансеверино (1618), 1-й граф Серино (1626), в 1618 году приобрел Каприлью, в 1626 купил Серино у Альфонсо Караччоло.
Наследственный великий канцлер Неаполитанского королевства, генерал тяжелой кавалерии (3.11.1630).
Будучи слабого телосложения, Марино отказался от военной карьеры, занявшись литературой и наукой. В городе Авеллино по его распоряжению была проведена попытка ввести регулярную планировку вместо традиционной хаотичной застройки. Для этого князь объединил сельскую округу с самым густонаселенным пригородом, и построил новые здания. Заботясь об экономическом развитии своих владений, Марино создавал фабрики по обработке шерсти и открыл металлургические производства в Авеллино, Пьянодардине и Атрипальде.
Наиболее активно он занимался культурной деятельностью, воссоздав в 1620 году Академию деи Дольози, в которую привлек известных ученых и интеллектуалов, в том числе Джамбаттисту Базиле, Майолино Бизаччони и Джованни Баттисту Мансо.
Много времени князь проводил в Неаполе на государственной службе. Его деятельность в качестве главы канцелярии была вознаграждена королём Филиппом IV, пожаловавшим Марино в рыцари ордена Золотого руна в 1624 году. Орденскую цепь он получил 1 июня 1625 в Неаполе из рук вице-короля герцога Альбы. По поводу очередности награждения возник спор с Фабрицио Карафой, князем ди Роччелла, получившим диплом раньше. Караччоло был награжден первым, поскольку носил герцогский титул, как и основатель ордена Филипп Бургундский.
В 1623 году великий магистр Константиновского ордена Святого Георгия Джован Андреа Анджело Комнено, титулярный князь Македонии, нуждаясь в деньгах, передал Марино Караччоло свой наследственный пост в обмен на пенсион в размере 100 дукатов в месяц. Это решение было утверждено королём Испании, римским папой, и признано другими итальянскими Комненами. В следующем году новый великий магистр опубликовал новый статут ордена, утверждённый в том же году буллой папы Урбана VIII. В 1627 году Караччоло отказался от должности великого магистра, вернув её Анджело Комнено.
Морис в своем перечне рыцарей ордена Золотого руна смешивает Марино Караччоло с его отцом Камилло, а Пинеда-и-Салазар — с сыном Франческо Марино.

## Семья
1-я жена (1612): Лукреция Альдобрандини (ум. ок. 1617), дочь Джанфранческо Альдобрандини, 1-го князя Россано, и Олимпии Альдобрандини
Дети:
- Роберта (6.12.1613—?)
- Маргерита (4.07.1615—?)
- Камилло (р. 14.12.1617, ум. ребёнком)

2-я жена (1618): Франческа д'Авалос д'Аквино д'Арагона (ум. 6.11.1676), дочь Иннико III д'Авалоса, маркиза ди Пескара и дель Васто, и Изабеллы д'Авалос д'Аквино д'Арагона
Дети:
- Антонио (р. 13.11.1626, ум. ребёнком)
- Антония Роберта (2.02.1628-1.11.1677). Муж 1) (9.02.1639): Франческо Караччоло, 4-й герцог ди Айрола (1626—1644); 2) (22.02.1645): Диомеде V Карафа (1611—1660), герцог ди Маддалони
- Франческо Марино (22/27.01.1631—12.12.1674), 4-й князь Авеллино. Жена (7.11.1666): Джеронима Пиньятелли Тальявия д'Арагона Кортес (5.03.1644—16.11.1711), дочь Этторе IV Пиньятелли, герцога ди Монтелеоне, и Джованны Тальявия д'Арагона Кортес, герцогини ди Терранова